# Fiat A.10
Il Fiat A.10 era un motore aeronautico 6 cilindri in linea raffreddato ad acqua prodotto dall'azienda italiana FIAT, successivamente Fiat Aviazione, nel 1914.
Fu il primo motore aeronautico prodotto in serie dall'azienda torinese.

## Descrizione tecnica
Il Fiat A.10 presentava una configurazione con i cilindri disposti in blocchi di tre coppie con camicie d'acciaio saldate e collegate tra loro dalla canalizzazioni per il raffreddamento. Ogni coppia poggiava imbullonata sul basamento realizzato in alluminio da due semigusci che conteneva l'albero a gomiti. La distribuzione era affidata ad un singolo albero a camme posizionato in testa e che andava ad azionare le 2 valvole di aspirazione e di scarico.
La trasmissione del moto al perno dell'elica avveniva direttamente.
L'unità era accreditata di 100 CV (73,5 kW) nominali.

## Velivoli utilizzatori
Italia
- Caproni Ca.2
- Caproni Ca.32
- Caproni Ca.33
- Maurice Farman MF 1914
- SAML/Aviatik B.I